# Dead Genesis – Der Krieg der Toten hat begonnen
Dead Genesis ist ein kanadischer Low-Budget-Horrorfilm aus dem Jahr 2010.

## Handlung
Sieben Monate nach einer Zombie-Epidemie wird die Journalistin Jillian Hurst damit beauftragt, einen Dokumentarfilm über das Leben der „Deadheads“, eine Gruppe von Zombie-Jägern, zu drehen. Dabei lernt sie nicht nur den harten Alltag der Deadheads kennen, sondern macht auch die Erfahrung, dass die Zombies nicht die einzigen „Unmenschen“ sind.

## Produktion
Der Film wurde hauptsächlich in der kanadischen Stadt Ontario mit einem Budget von 15.000 CAD gedreht.

## Kritik
„Billige Zombiefilme fluten den Markt im Dutzend pro Quartal, sind die Lieblingsbeschäftigung der Guerillafilmer von Lapp- bis Feuerland. Da muss sich einer schon etwas einfallen lassen, um aus der Masse herauszuragen. ‚Dead Genesis‘, entstanden unabhängig von der Industrie unter den liebevollen Händen echter Fans, zieht kritische Parallelen zum sogenannten ‚War on Terror‘ und wählt dafür die beliebte, weil auch preiswerte Dokufiktionsperspektive. Die Bluttaten fallen relativ deftig aus, und der hübschen Heldin sollte Zukunft beschieden sein.“

„Ganz beachtlich was man hier mit dem geringen Budget an gelungenen Effekten, guter Kamerarbeit [sic] im Dokumentationsstil und durchaus soliden Darstellerleistungen vollbracht hat, wenngleich sich bei den Locations bspw. der begrenzte finanzielle Rahmen natürlich schon bemerkbar macht. Nichtsdestotrotz ist der Streifen somit nicht nur dem harten Kern der Horror- bzw. Indiefilm-Produktion zu empfehlen, auch der Mainstream-Zuschauer darf hier durchaus mal einen Blick riskieren.“